# Чатър Кул
Чатър Кул (Чатъркул, Чатъркьол) (на киргизки: Чатыр–Көл; на руски: Чатыр Кёль) е безотточно сладководно езеро в Централен Тяншан, в Наринска област на Киргизстан. Площ 175 km², която му отрежда трето място по големина в Киргизстан след езерата Исък Кул и Сонгкул. Името му на киргизки език означава „Небесно езеро“.
Езерото Чатър Кул заема дъното на Чатъркулската котловина простираща се между тяншанските хребети Атбаши на север и Торугарт на юг, разположено на 3530 m н.в. Площ 175 km² (през 1975 г.), 181 km² (през 1960 г.), 153,5 km² (сега). Отрицателният воден баланс в последните години е причина нивото и площта на езерото да намаляват. Дължина от североизток на югозапад 23 km, максимална ширина 10 km, дълбочина до 3,8 m, обем 610 млн.m³. Югоизточните му брегове са ниски, слаба разчленени, заблатени и обрасли с тръстика, а северозападните – също слабо разчленени, но скалисти. Има предимно снежно подхранване. В него се вливат няколко малки реки, най-голяма от които е Кьокаргън (43 km), вливаща се в североизточната му част. Водата му е прясна, а в североизточната част леко засолена. Климатът е рязко континентален. Средна годишна температура -5,6 °C, минимална до -50 °C, максимална до 24 °C. Годишна сума на валежите 210 – 270 mm, като 80 – 90% от тях падат през лятото. Замръзва през ноември, а се размразява през април. По бреговете му няма населени места. Чатър Кул е означено като езеро с национално и световно значение в списъците на Рамсарската конвенция. На около 7 km югоизточно от него се намира прохода Торугарт (3752 m), през който преминава шосе от Киргизстан за Китай.

## Топографска карта
- К-43-Г, М 1:500000[2]